# Bujalance
Bujalance là một đô thị trong tỉnh Córdoba, Tây Ban Nha. Năm 2005 có dân số 7870 người.